# Sinagoga din Córdoba

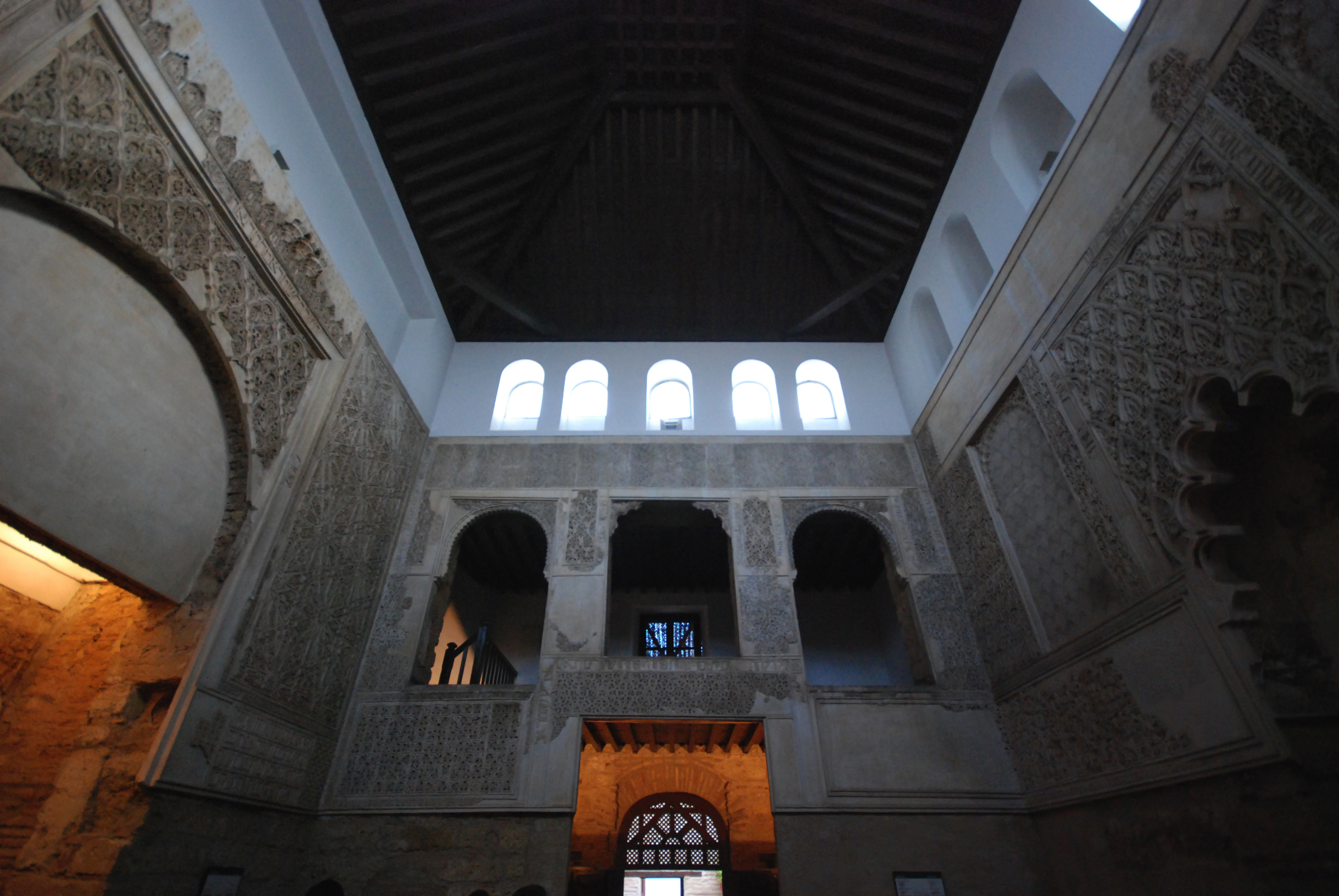
Sinagoga din Córdoba.

Sinagoga din Córdoba este un lăcaș de cult evreiesc din Córdoba, Spania. Ea a fost construită în 1315. Ea a fost declarată în anul 1885. 